# Haarlemmerliede en Spaarnwoude
De voormalige gemeente Haarlemmerliede en Spaarnwoude (uitspraakⓘ, ook wel verkort tot Haarlemmerliede c.a.) lag in de Nederlandse provincie Noord-Holland, met een oppervlakte van 2086 hectare en 6167 inwoners. Het gebied was een plattelandsgemeente in de verstedelijkte Randstad. De aanleg van het recreatiegebied Spaarnwoude heeft de gemeente van een vooral agrarische gemeenschap veranderd in een plek waar veel toeristen komen.
Daarnaast bestaat er bedrijvigheid, met name in de industriegebieden van Halfweg en Spaarndam-Oost.
Sinds 1 januari 2019 is de voormalige gemeente opgegaan in de gemeente Haarlemmermeer.

## Geschiedenis

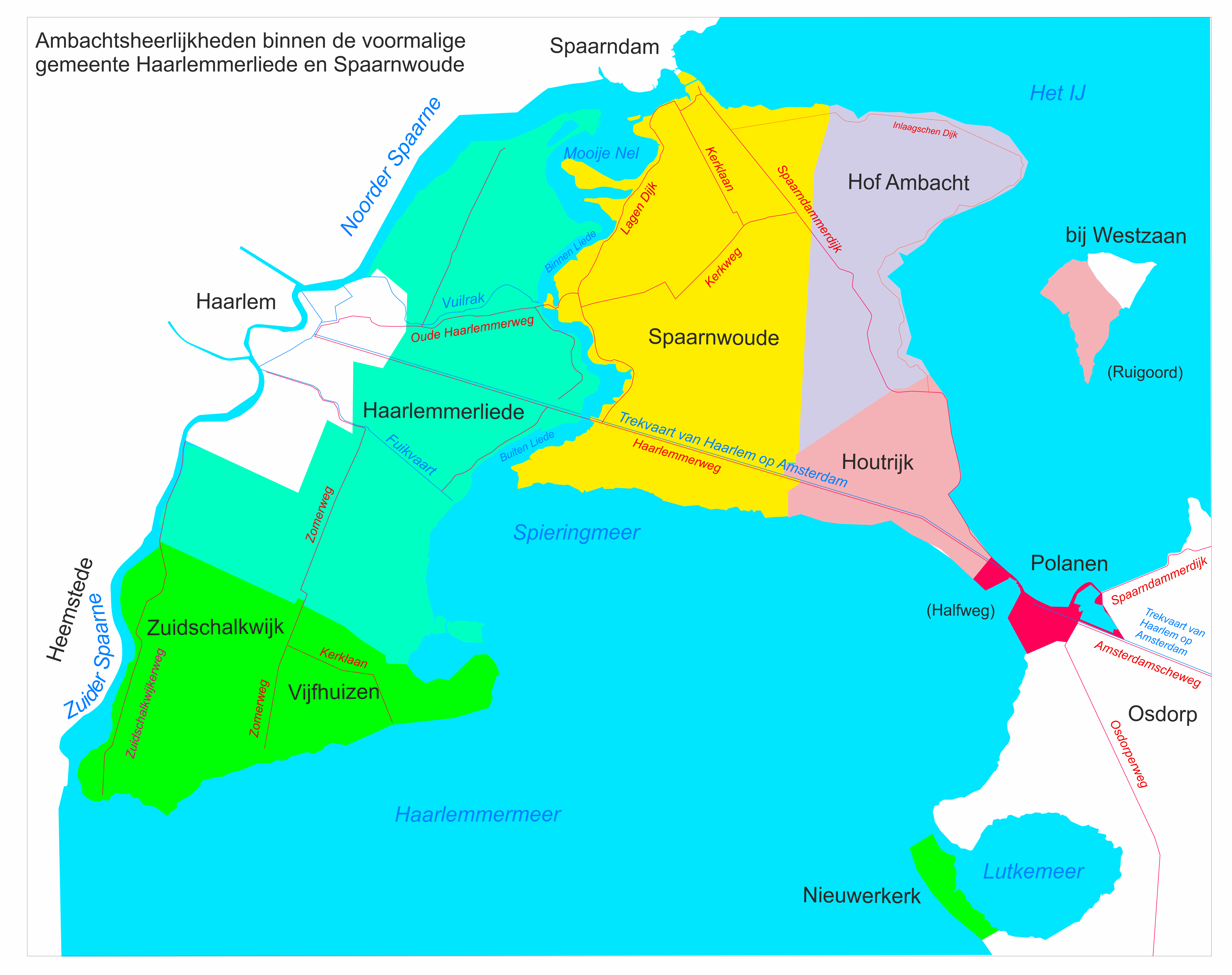
Kaart van de ambachtsheerlijkheden die opgingen in de latere gemeente Haarlemmerliede en Spaarnwoude

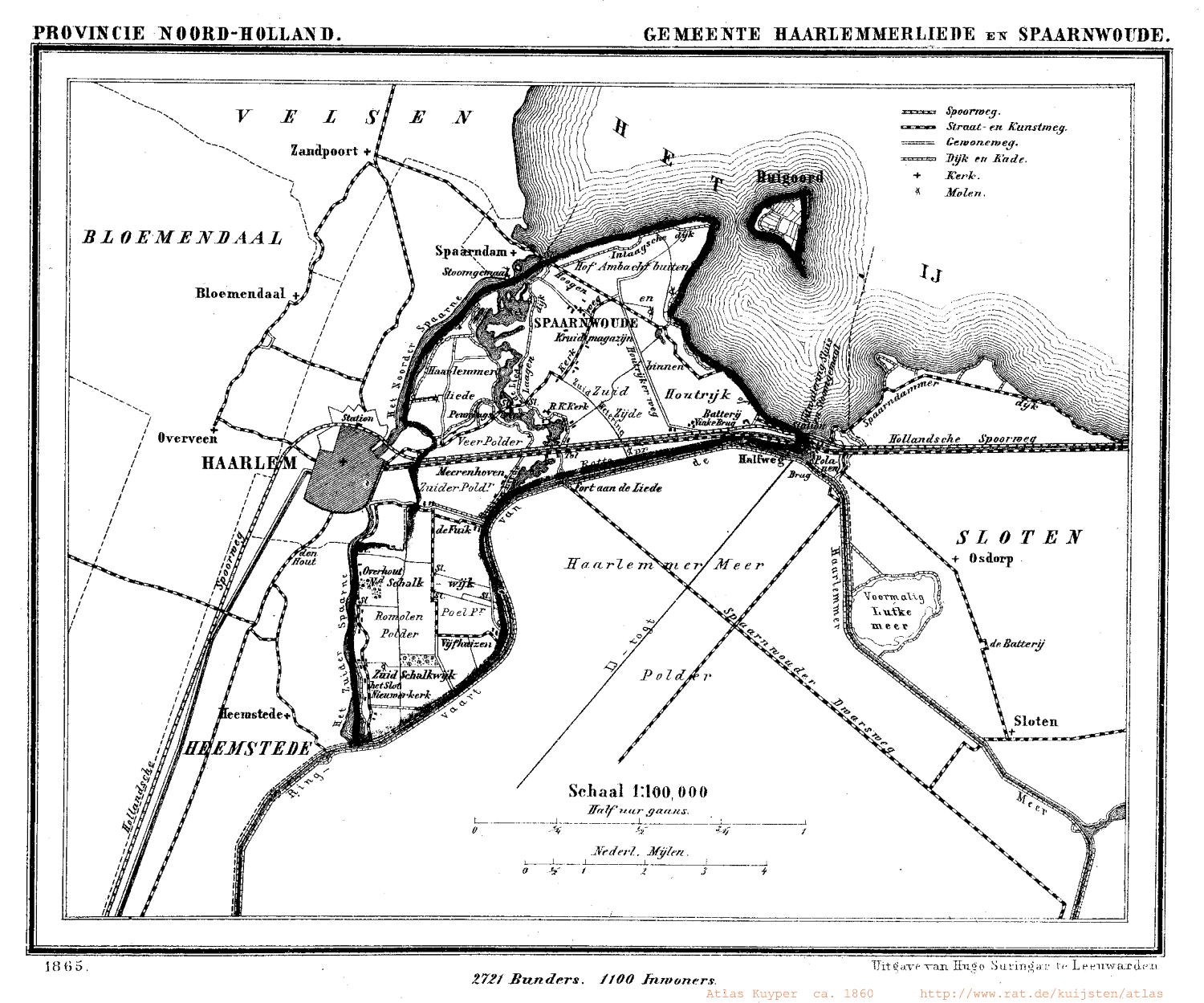
De gemeente in de 19e eeuw. Rechtsboven het eiland Ruigoord in het IJ.

De gemeente Haarlemmerliede en Spaarnwoude is ontstaan op 8 september 1857 uit de zelfstandige gemeenten Haarlemmerliede en Spaarnwoude. Het oorspronkelijke voorstel was om de nieuwe gemeente Haarlemmerliede te noemen. Onder druk van verzoeken van inwoners van Spaarnwoude is hieraan de naam Spaarnwoude toegevoegd, omdat Spaarnwoude verreweg het oudste dorp van de twee was en ook al eeuwenlang als centrum op het gebied van godsdienst en onderwijs voor dorpen in de omgeving gefunctioneerd had. Op 22 september 1863 werden de gemeenten Houtrijk en Polanen (Halfweg en omgeving) en Zuidschalkwijk (het stadsdeel Schalkwijk in het zuidoosten van Haarlem) toegevoegd.
Na de inpoldering van het Houtrak, een deel van het IJ, in 1874 kwam er een groot deel land bij: de Houtrakpolder. Op 1 mei 1927 was er een herindeling van de gemeentegrenzen rondom Haarlem, waarbij de gemeente Haarlem fors werd uitgebreid. De gemeenten Schoten en Spaarndam gingen op in de gemeente Haarlem. Voor Haarlemmerliede en Spaarnwoude betekende dit dat de Waarderpolder, en delen van de Veerpolder, Zuiderpolder en de Roomolenpolder aan Haarlem werden afgestaan. Op 1 oktober 1963 werd de rest van deze polders aan Haarlem overgedragen. Hierbij werd het dorpje Zuidschalkwijk deel van de gemeente Haarlem.
In 1963 en 1970 is een groot gedeelte van de Houtrakpolder overgegaan naar de gemeente Amsterdam. Dit ging niet zonder strijd. Zo werd Ruigoord, nadat de oorspronkelijke bewoners waren vertrokken, bewoond door tegenstanders van de annexatie. Ook de toenmalige burgemeester Frank IJsselmuiden heeft zich altijd fel gekant tegen de uitbreiding van het Amsterdamse Havengebied.

## Fusie

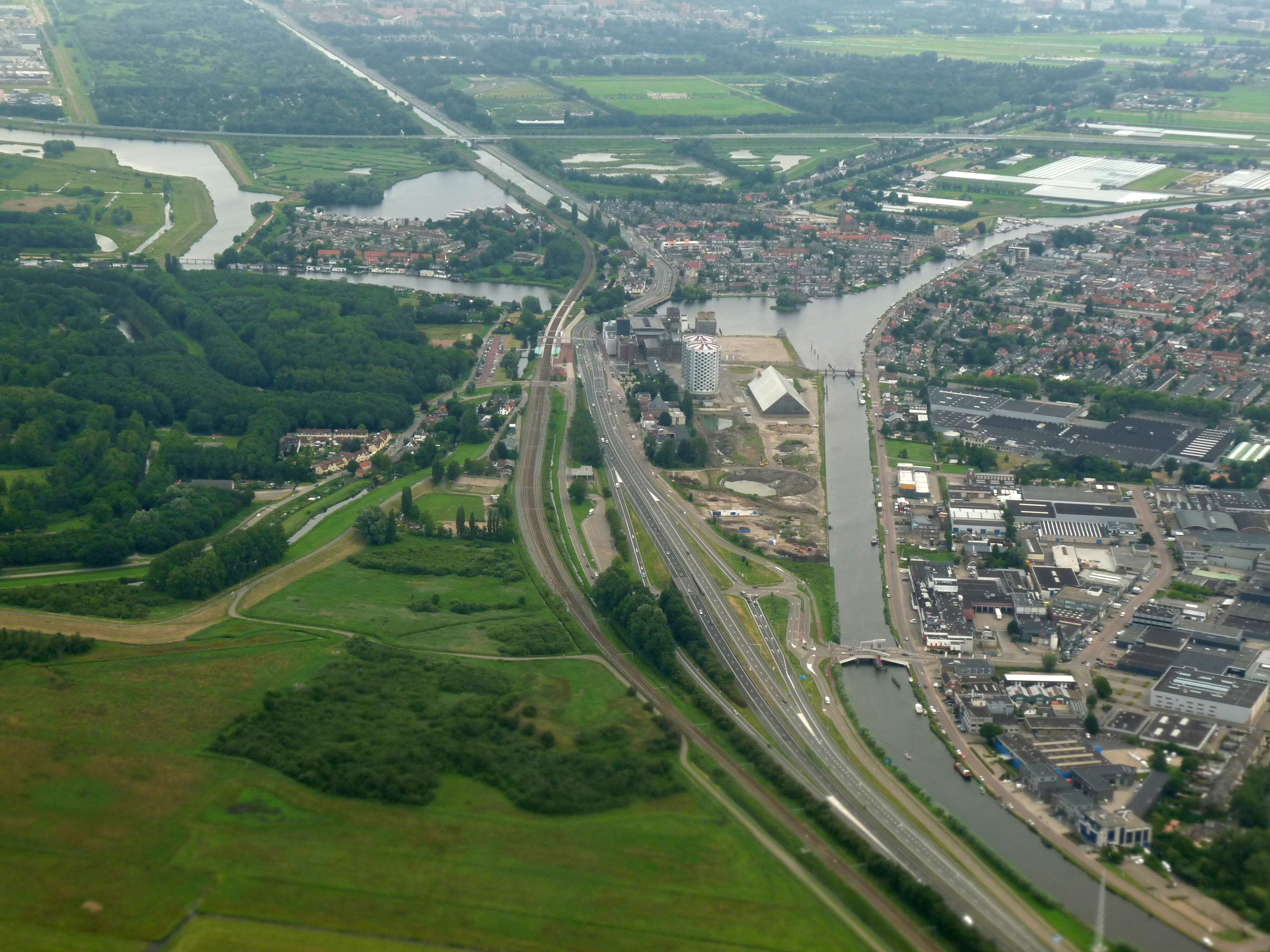
Luchtfoto van het dubbeldorp Halfweg en Zwanenburg. De Ringvaart van de Haarlemmermeerpolder, in het midden, vormde tot 1 januari 2019 de gemeentegrens tussen de gemeente Haarlemmerliede en Spaarnwoude (links) en Haarlemmermeer (rechts).

Omdat de gemeente het niet verstandig achtte zelfstandig te blijven, ging ze op zoek naar een fusiepartner. Sinds de zomer van 2015 was de gemeente met de buurgemeenten in gesprek. Tijdens een commissievergadering in maart 2016 werd besloten dat de gemeente verdiepende gesprekken zou gaan voeren met drie gemeenten: Amsterdam, Haarlemmermeer en Velsen. Op 28 juni 2016 heeft de gemeenteraad van Haarlemmerliede en Spaarnwoude zich met een grote meerderheid (10-1) uitgesproken voor een fusie met Haarlemmermeer. De gemeenteraad van Haarlemmermeer stemde hier op 6 juli 2016 met een duidelijke meerderheid mee in. De fusie vond op 1 januari 2019 plaats.

## Dorpen en buurtschappen

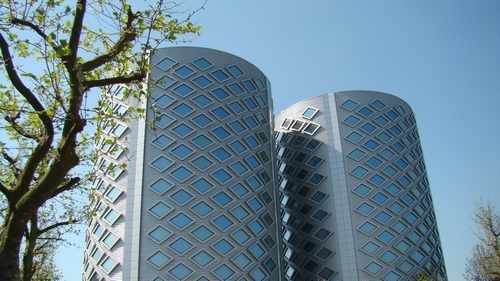
Suikersilo's omgebouwd tot kantoor

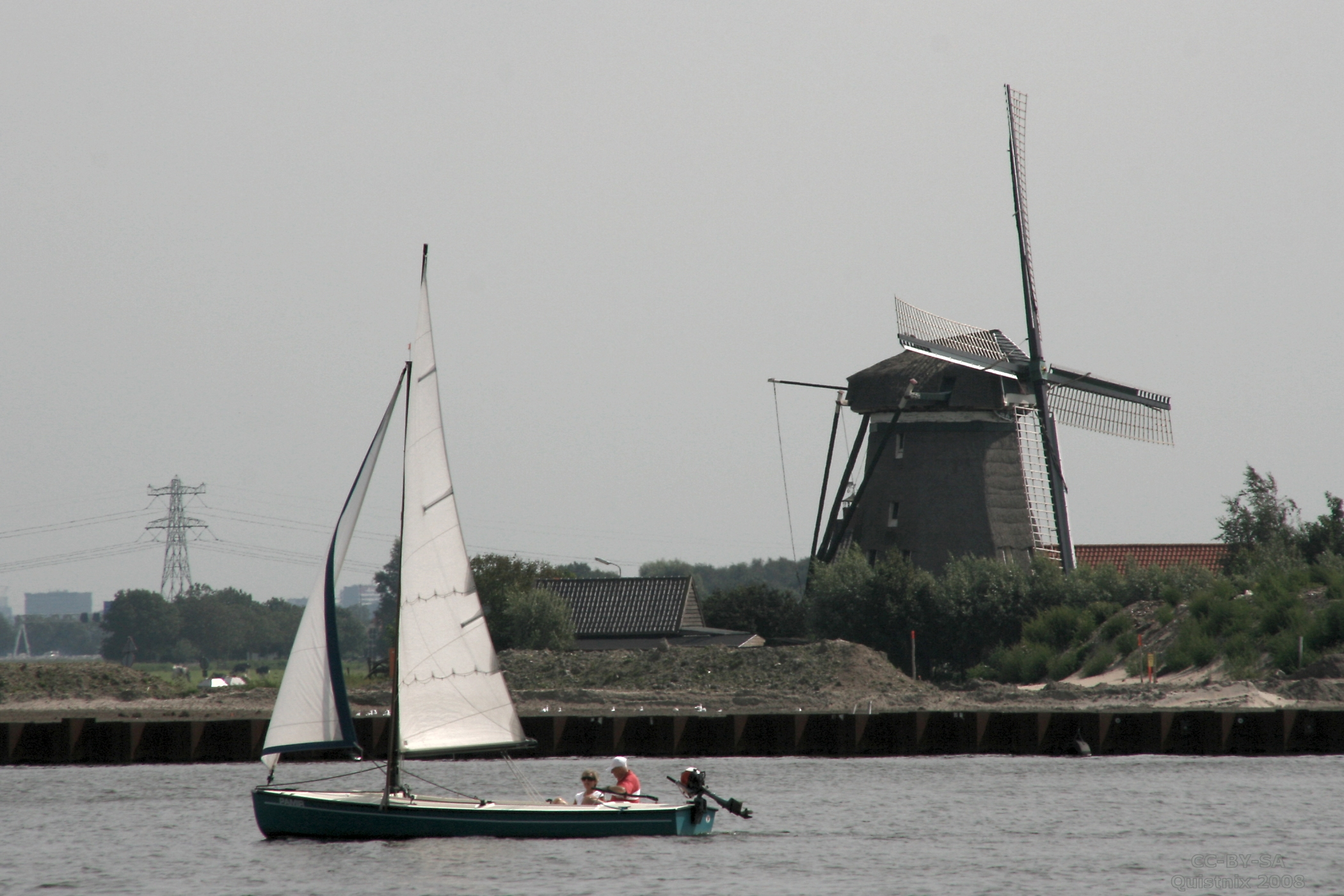
Molen De Slokop met zeilboot

De gemeente bestond uit de volgende plaatsen:
- Haarlemmerliede
- Halfweg (gemeentehuis)
- Penningsveer
- Spaarndam-Oost
- Spaarnwoude

## Spoorwegen
De oudste spoorlijn van Nederland, de spoorlijn Amsterdam - Haarlem, geopend op 20 september 1839, loopt over het grondgebied van Haarlemmerliede en Spaarnwoude. Tussen 1842 en 1927 was er een halte Halfweg, pal tegenover het Gemeenlandshuis Swanenburg. In december 2012 werd het nieuwe station Halfweg-Zwanenburg aan de Oude Lijn geopend.

## Topografie
Topografisch kaartbeeld van de gemeente Haarlemmerliede en Spaarnwoude, per februari 2018.

## Aangrenzende gemeenten
| Aangrenzende gemeenten | Aangrenzende gemeenten | Aangrenzende gemeenten | Aangrenzende gemeenten | Aangrenzende gemeenten |
| ---------------------- | ---------------------- | ---------------------- | ---------------------- | ---------------------- |
| Velsen                 |                        | Zaanstad               |                        |                        |
|                        |                        |                        |                        |                        |
| Haarlem                | Amsterdam              |                        |                        |                        |
|                        |                        |                        |                        |                        |
|                        |                        | Haarlemmermeer         |                        |                        |

## Zetelverdeling gemeenteraad

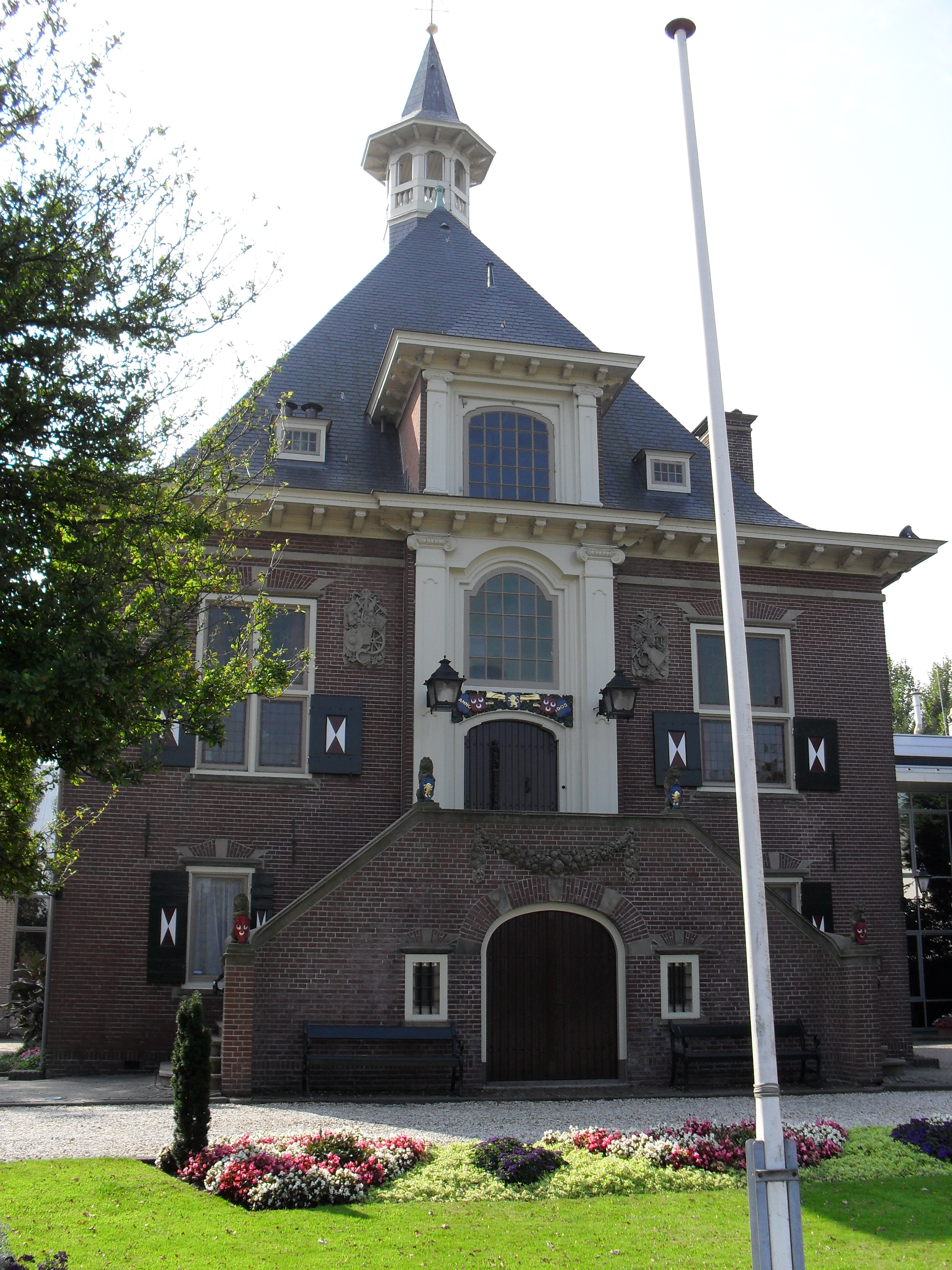
Gemeentehuis in Halfweg

Hieronder staat de samenstelling van de gemeenteraad tussen 1998 en 2018:
| Gemeenteraadszetels | Gemeenteraadszetels | Gemeenteraadszetels | Gemeenteraadszetels | Gemeenteraadszetels | Gemeenteraadszetels |
| Partij              | 1998                | 2002                | 2006                | 2010                | 2014                |
| ------------------- | ------------------- | ------------------- | ------------------- | ------------------- | ------------------- |
| VVD                 | 3                   | 3                   | 3                   | 4                   | 2                   |
| PvdA                | 3                   | 2                   | 3                   | 1                   | 1                   |
| CDA                 | 3                   | 4                   | 4                   | 2                   | 4                   |
| D66                 | 2                   | 2                   | 1                   | 3                   | 3                   |
| GroenLinks          | -                   | -                   | -                   | 1                   | 1                   |
| Totaal              | 11                  | 11                  | 11                  | 11                  | 11                  |